# Société d'histoire rhénane
La Société d'histoire rhénane est une association de recherche historique consacrée à l'histoire régionale de l'ancienne province prussienne de Rhénanie. Elle est fondée le 1er juin 1881 à l'initiative de l'industriel Gustav von Mevissen.

## Histoire
Dès 1868, Mevissen, avec Heinrich von Sybel, a envisagé une organisation faîtière des associations régionales, une "Association d'histoire rhénane-westphalienne". Au début, la plupart des membres du conseil d'administration sont également professeurs au département d'histoire de l'Université de Bonn. Les membres du conseil comprennent également Karl Lamprecht, Karl Menzel (de), Moriz Ritter (de), Wilhelm Maurenbrecher et Arnold Dietrich Schaefer (de). "Rhénan" signifiait la province prussienne de Rhénanie. À cette fin, Lamprecht conçoit un concept pour le travail de la société, qui doit se concentrer principalement sur la «culture matérielle» traditionnelle, c'est-à-dire l'histoire sociale et économique et l'histoire juridique (documents arables, documents, droits de la ville, etc.). Comme il n'est alors qu'un conférencier privé et n'a pas l'expérience nécessaire pour gérer un tel projet, il a démissionné lui-même du projet d'édition.
La Société d'histoire rhénane soutient la recherche sur l'histoire rhénane en publiant ses sources. Parmi les projets figurent les Rheinischen Lebensbilder publiés depuis 1961 à l'initiative de Bernhard Poll et le Geschichtlicher Atlas der Rheinlande (de) publié de 1982 à 2008. Il suit essentiellement les spécifications conceptuelles originales à ce jour. Le siège social de la société est à Cologne. L'entreprise travaille en étroite collaboration avec l'Association régionale de Rhénanie (de). Depuis 2015, le président des Archives d'État de Rhénanie-du-Nord-Westphalie, Frank M. Bischoff (de), en est le président. De 1893 à 1928, Joseph Hansen (de) est président de la société, son successeur de 1928 à 1958 est Gerhard Kallen (de). De 1958 à 1968 Theodor Schieffer occupe la présidence, de 1968 à 1973 Paul Egon Hübinger (de), de 1973 à 1978 Wilhelm Janssen (de), de 1978 à 1994 Odilo Engels (de), de 1994 à 1998 encore Wilhelm Janssen, de 1998 à 2003 Kurt Düwell (de).
À l'origine entretenue par des fondations privées, la Société est maintenant principalement financée par des fonds publics, bien que des fondations privées continuent d'y affluer.

## Publications éditées
- Publikationen der Gesellschaft für Rheinische Geschichte. 84 Bde. Wien/Köln/Weimar: Böhlau, 1884–2021.
- Studien und Darstellungen der Gesellschaft für Rheinische Geschichte. 1 Bd. Wien/Köln/Weimar: Böhlau, 2022.
- Historische Bilder des Rheinlandes. 2 Bde. Gaasterland: Jünkerath, 2019–2021.
- Preisschriften der Mevissen-Stiftung
- H(ermann) Aubin (de), Th(eodor) Frings (de), J(oseph) Hansen (de) [u. a.]: Geschichte des Rheinlandes von der ältesten Zeit bis zur Gegenwart. Bd. 1 (Politische Geschichte), Bd. 2 (Kulturgeschichte). Essen a. d. R.: Baedecker, 1922.
- Rheinisches Wörterbuch. Auf Grund von J(ohannes) Frank begonnenen, von allen Kreisen des rheinischen Volkes unterstützten Sammlung. Bd. 1–8. Bearb. von Josef Müller, Bd. 9 von Heinrich Dittmaier. 9 Bde. Bonn [später Berlin]: Klopp, 1928–1971.
- Rheinische Lebensbilder. 20 Bde. Wien/Köln/Weimar: Böhlau, 1961–2019.